# Berthold Weindorf

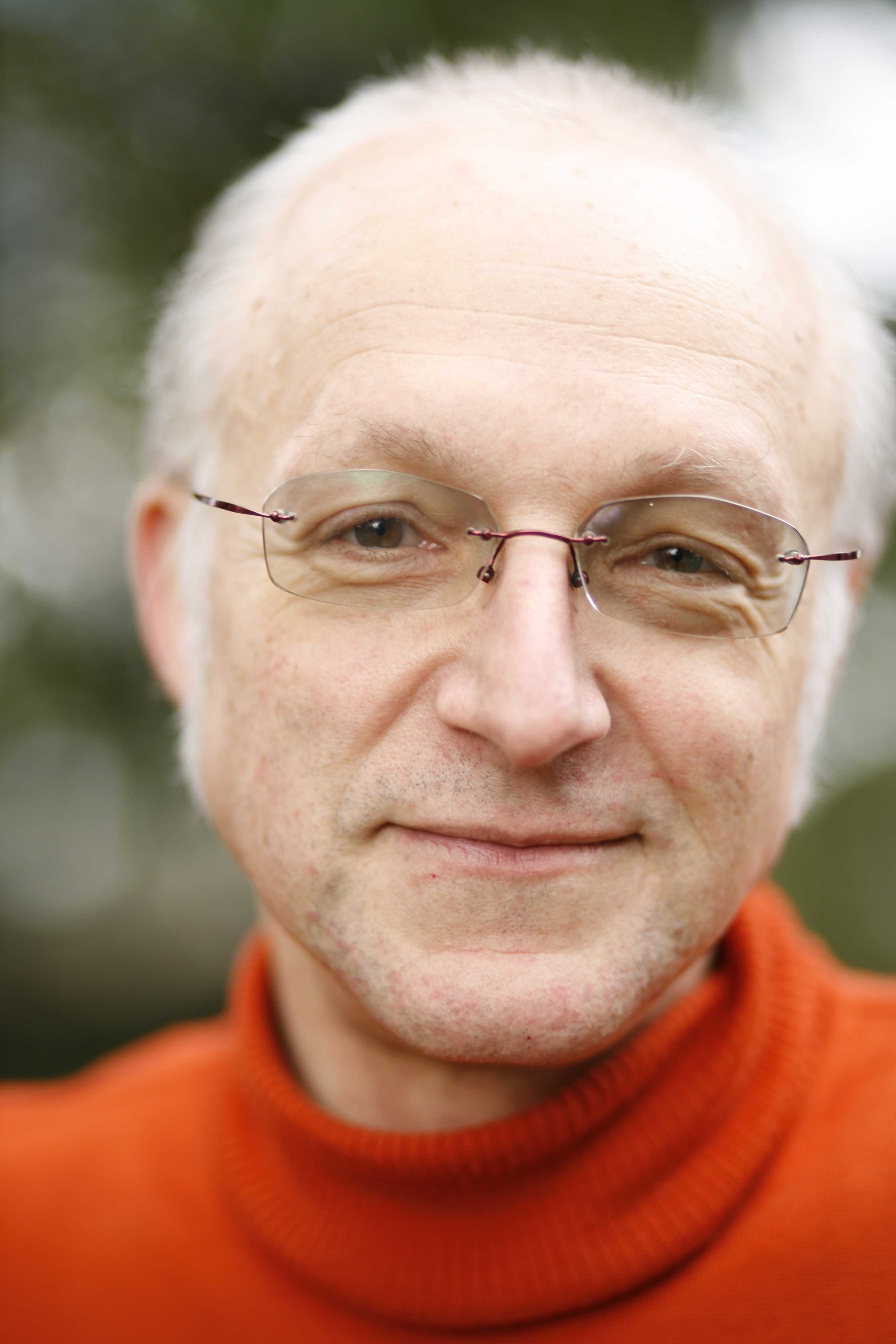
Berthold Weindorf 2007

Berthold Weindorf (* 18. März 1956 in Isny im Allgäu, Deutschland) ist ein deutscher Musiker, Arrangeur, Musikproduzent und Tontechniker.

## Biografie

### Klassische Ausbildung
Berthold Weindorf ist der zweitälteste der vier Weindorf-Brüder und stammt aus einer sehr musikalischen Familie aus Isny im Allgäu. Noch während seiner Grundschulzeit erhielt er mit 10 Jahren seinen ersten Violinunterricht und war Mitglied im Schulorchester. Etwa zur gleichen Zeit entdeckte er sein Faible für die Elektrik durch seine Beschäftigung mit Modelleisenbahnen und deren Verkabelung. Mit 12 Jahren erlernte er autodidaktisch Klarinette und Saxophon.
Ab 1973 wurde er als Gaststudent am Richard-Strauß Konservatorium in München aufgenommen. Nach seinem Abitur 1975 leistete er zunächst seinen Zivildienst ab und wurde 1976 Vollstudent am RSK. 1980 schloss Weindorf sein Studium mit der Orchesterreifeprüfung in Klarinette und Violine ab. 
Als Klarinettist und Saxophonist wirkte er anschließend am Theater am Gärtnerplatz, an der Münchner Staatsoper und als Aushilfe bei den Münchner Philharmonikern mit, ehe er sich gänzlich der Jazz- und Popmusik und seinen Ambitionen als Tontechniker verschrieb. Eine Lehrtätigkeit im Fach Klarinette übte Weindorf von 1979 bis 1982 an der Musikschule Unterhaching aus.

### Musik & Technik
Grundsteinlegung für seine spätere Berufung als Tontechniker war 1967 die Anschaffung eines Grundig Tonbandgerätes, zeitgleich mit dem Wechsel ins Isnyer Gymnasium. Da dieses Gerät im Laufe der Zeit den wachsenden Ansprüchen nicht mehr gerecht werden konnte, legte er sich ein paar Jahre später ein semiprofessionelles Revox A77 Tonbandgerät zu. 1974 kam ein erstes 4-Spur-Aufnahmegerät von Akai hinzu.
Bereits während seiner Zeit auf dem Gymnasium war Weindorf zusammen mit seinem älteren Bruder Hermann Mitglied einer Rockband namens Because (1970), die aufgrund des Musikstudiums von Hermann Weindorf 1972 nach München verlegt wurde. Daneben engagierte er sich zusätzlich in diversen Jazz- und Rock-Formationen, woraus sich erste Kontakte mit professionellem Aufnahme-Equipment ergaben.
In München hatten die Weindorf-Brüder einen größeren Übungsraum für ihre Band am Leuchtenbergring, wo das Aufnahmeequiment nach und nach erweitert und technisch verbessert wurde. Hier wurde z. B. Hermann Weindorfs Filmmusik zu Didi Hallervordens „Ach du lieber Harry“ unter der aufnahmetechnischen Leitung von Berthold Weindorf produziert. Als ein Glücksfall sollte sich die Bekanntschaft mit dem Fabrikanten Werner Rygol herausstellen, der ab Mitte der 1970er Jahre als Produzent der Münchner Schlagersängerin Conny Morin einen geeigneten Songschreiber suchte und diesen in Berthold Weindorfs Bruder Hermann fand. Rygol sorgte zunächst dafür, dass die Weindorf-Brüder eine wirklich professionelle Aufnahmetechnik erhielten, in dem er eine TEAC TASCAM MSR-16 16-Spur Bandmaschine anschaffte. Berthold Weindorf fungierte fortan neben seinen musikalischen Mitwirkungen auch als Tonmeister.
Ende der 1970er Jahre wurde der Aufnahmebetrieb im Proberaum am Leuchtenbergring zu klein, so dass sich Werner Rygol nach einem geeigneten Standort für ein eigenes neues Studio umschaute, welches schließlich 1980 in München-Unterföhring in der Münchner Straße gefunden wurde. 1982 nahmen die Weryton Studios ihren Betrieb auf, wobei Weindorf maßgeblich an der Gründung sowie an allen zukünftigen Produktionen als Tonmeister beteiligt war.

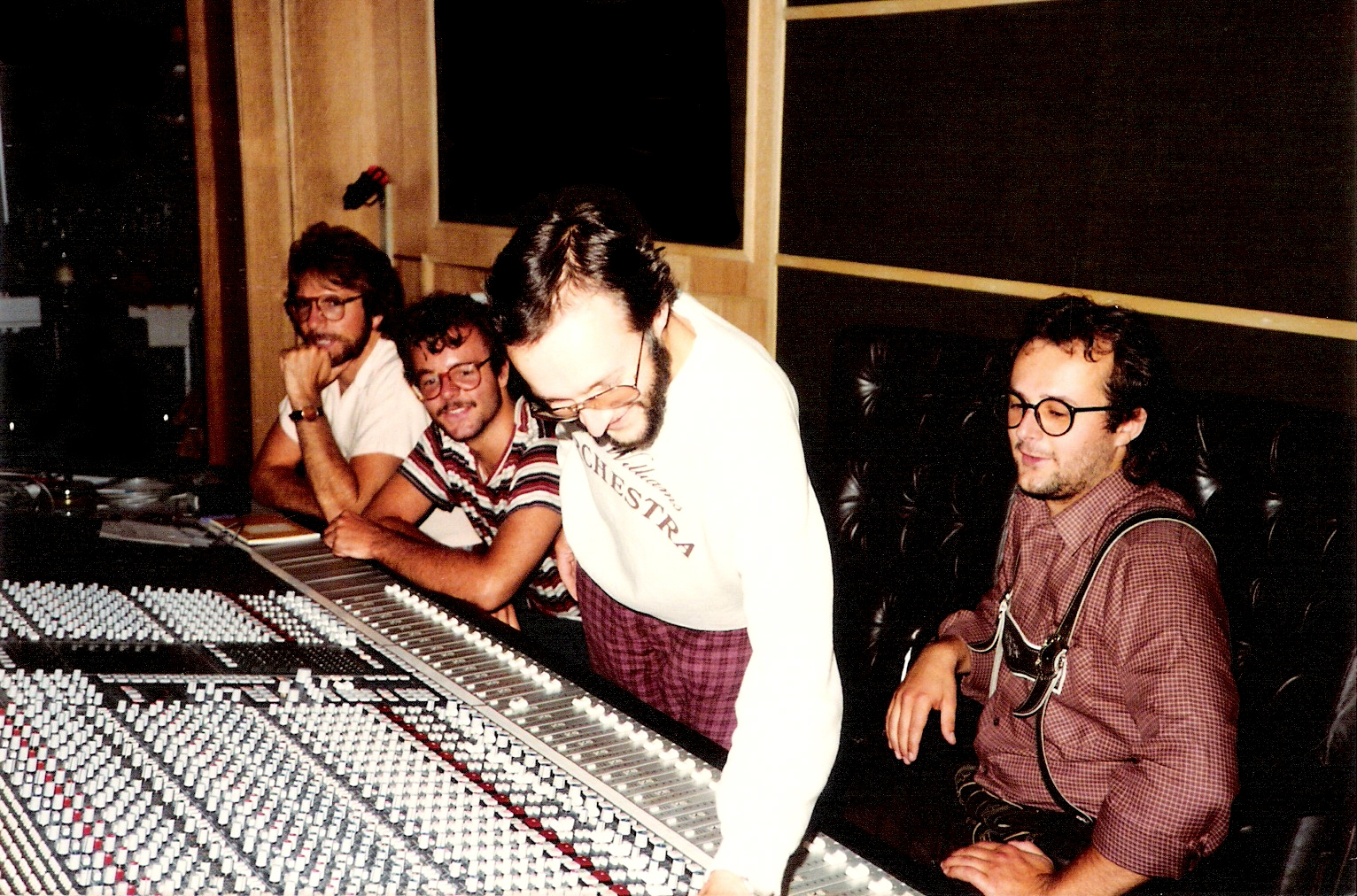
Berhold W. mit Zara-Thustra im Studio beim Abmischen des Albums Eiskalt 1982

Schon während seines Studiums war Berthold Weindorf musikalisch sehr aktiv. So gründete er, erneut zusammen mit seinen Brüdern, 1975 die Gruppe Horizont, die als Vorläufer der späteren Band Zara-Thustra betrachtet werden kann. 1979 kam es dann zur Gründung der Fusion-Band Oktagon, die 1982 von Zara-Thustra abgelöst wurde. Zara-Thustra (später nur Zara) wurde 1996 offiziell aufgelöst. Bei allen Produktionen fungierte Weindorf als Tonmeister.
Von 1978 bis 1983 war er Mitglied im Claus Williams Orchestra sowie von 1984 bis 1985 in der San Marino Dance Band.
2004 übernahm Berthold Weindorf als geschäftsführender Gesellschafter und Haupt-Tonmeister zusammen mit vier weiteren Gesellschaftern die Weryton Studios von Werner Rygol.

### Produktionen als Tonmeister

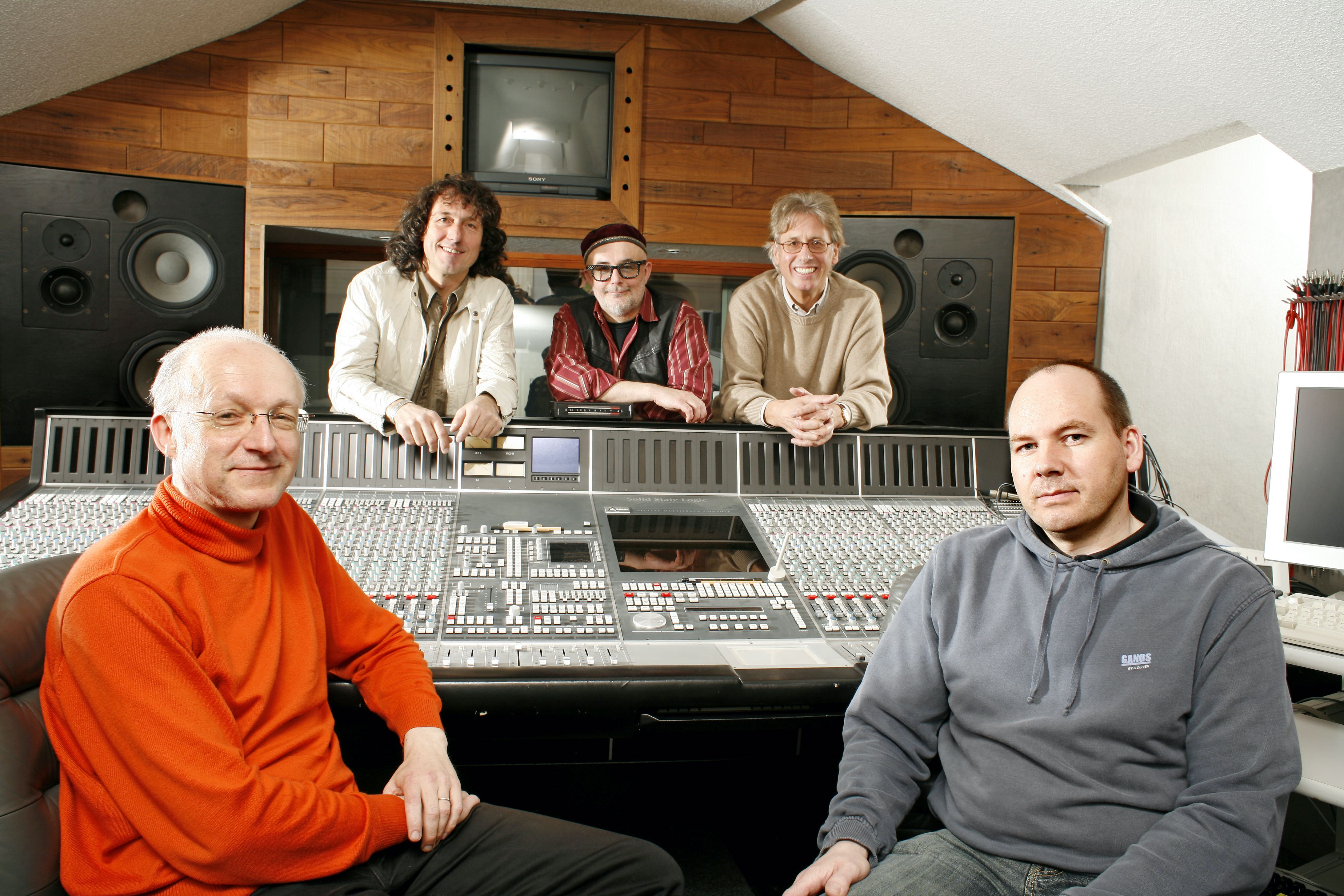
Das Weryton Team im Studio B.
V.l.n.r: Berthold Weindorf, Gerhard Vates, Hermann Weindorf, Maximilian Spenger, Claus Üblacker

Nach der Auflösung von Zara-Thustra betätigte sich Weindorf hauptsächlich als Tonmeister in diversen musikalischen Sparten und in Studios über ganz Deutschland verteilt. Für folgende Interpreten saß er am Regiepult: Bo Bo Zero, Saga, Falco, 3Deep, Mario Carrara, Davor, Peter Alexander, Righeira, Patrick Lindner, Die Kaiserlich Böhmischen, Roland Kaiser, Udo Jürgens, Paola, G. G. Anderson, Stefan Waggershausen, Stefanie Werger, Die blauen Engel, Al Bano, Marianne Rosenberg, Hubert von Goisern, Rike Phillip, Ulrike Sauerland, Die Blutsbrüder, Marina, Gunther Emmerlich, Christian Franke, Roy Black, Wolfgang Fierek, Volker Lechtenbrink, Clash, Jürgen Marcus, Trio, Hubert Kah, Blue Blood, Heino, Chris Barker, Mario Vogt, Irene Sheer, Alpenrocker, Highway, Marc Bianco, Maggie Reilly, Friedel Geratsch (Geier Sturzflug), Spider Murphy Gang, Mandy Winter, Fernando Express, Salvatore Adamo, Farfarello, Helmut Frey, Nicki, Klaus Hoffmann, Julien Clerc, Alexander Köberlein, Schrott nach acht, Antje Hansen, Münchner Zwietracht, Juliane Werding, Franz Lambert, Fancy, Passport, Richard Sanderson, Gerhard Polt, Zara-Thustra, Pax Domini, Cathrin, Isa Sabani, Michael Gerwien, Hansi Hinterseer, David Hasselhoff, Andrea Jürgens, Johannes Heesters, Olaf Berger, Voix de Mystere Bulgar, Maria Mathis, Inge & Maria, Ernst Mosch, Los Paraguayos, Peter Herbolzheimer (Rhythm & Brass), Paul Vincent, Pigeon Drop, Barbara Dennerlein, Gaby Albrecht, Ricky King, Surfer, Bruno Jonas, Munich, Nicole, Angela Wiedl, Bellamy Brothers, Mekado, Atlantis 2000, Ana Gonzalez, Angelika Milster, Stone & Stone, Mehmet, Bettina Stein, Far away in America, Ron Williams, Engelbert, Lena Valaitis, Wally Warning, Tax, Brunner & Brunner, Andy Borg, S. Rocchi, Andreas, Die Paldauer, Peggy March, Carrière, Klostertaler, Volker Bengl, Daniela de Santos, Rounders, Simone, Bernhard Brink, Andreas Martin, Petra Frey, Wind, Oliver Haidt, Eva-Maria, AlpenRebellen, Wolfgang Edenharder, Géraldine Olivier, Florian Silbereisen, Henry Arland, Astrid Harzbecker, Felice Civitareale, Ulli Wanders, Franz Benton, Sebastian Siegel, Roiderer, Micky & die Biker, Amos, Amadeus, Alexander Becker, Den Harrow, Siegfried Jerusalem, Uwe Kröger, René Kollo, A. Dombrowski, Nino de Angelo, Berny Paul, Denny Santos, Carol White, Mary & Gordy, Bo Heart, Peter Kraus, Anna Maria Kaufmann, Versailles, White String Orchestra, Stefan Moll, Münchner Freiheit, Peter Schilling, Cagey Strings, Ludwig Baumann, Chor der 1000 Stimmen, Postchöre, Die Goldene 13, VoXXclub, Oswald Sattler, Tango Sentimentale, Silencium Cordis

### Produzententätigkeit
Alfons Weindorf, Bogner TV, Charly Ricanek, Chris Flanger, Christoph Well, Curt Cress, Curtis Briggs, Dieter Rödel, Ekki Stein, EM Entertainment, Fifa, G. P. Stone, Harald Steinhauer, Harold Faltermeyer, Heck & Köthe, Hermann Weindorf, Klaus Doldinger, Klaus Hoffmann, Klaus Kosney, Claus Ogerman, La Bionda, Norbert Daum, Peter Herbolzheimer, Reiner Schöne, Ralph Siegel, Romance, Sylvester Levay, Tess Teiges, Uve Schikora
Berthold Weindorf engagiert sich sehr umweltbewusst unter anderem für den World Wide Fund, für Erneuerbare Energien und Nachhaltigkeit.

## Diskografie

### Oktagon
- 1980: Oktagon
- 1980: Orientation

### Zara-Thustra
Alben:
- 1982: Eiskalt
- 1983: Psychopoly
- 1985: Ritter der neuen Zeit
- 1988: Head Over Heels (veröffentlicht unter dem Bandnamen Zara)
- 2015: The Maxi Collection (Extended Versions)
- 2015: Best Of

### Panarama
- 1982: Can This Be Paradise

### Pax Domini
- 1989: Pax Domini (Solo-Album von Hermann Weindorf)

### Hermann & Berthold Weindorf
- 2023: Silencium cordis: Hope in Times of Isolation

Singles:
- 1982: Eiskalt / Erntezeit
- 1983: Chemiegen / Alpenglühn
- 1984: Dornröschen / Halali
- 1985: Hannibal / Herz aus Stein
- 1986: Magic Nights / Once In The Night
- 1986: Magic Nights / Once In The Night (als Maxi-Single)

weitere Veröffentlichungen unter dem Bandnamen Zara
- 1987: Head Over Heels / Sleeping Beauty
- 1987: Head Over Heels / Sleeping Beauty (als Maxi-Single)
- 1988:  Little Lilly / Sunshine, Moon & Stars
- 1988:  Little Lilly / Sunshine, Moon & Stars (als Maxi-Single)
- 1989:  Pirates Of Love / Open Arms
- 1989:  Pirates Of Love / Open Arms (als Maxi-Single)
- 1996:  Gloria / Panta Rhei